# Корнел (Висконсин)
Корнел (енгл. Cornell) град је у америчкој савезној држави Висконсин.

## Демографија
По попису из 2010. године број становника је 1.467, што је 1 (0,1%) становника више него 2000. године.
| Група             | 2000.         | 2010.         |
| Белци             | 1.441 (98,3%) | 1.431 (97,5%) |
| Афроамериканци    | 0 (0,0%)      | 4 (0,3%)      |
| Азијати           | 4 (0,3%)      | 3 (0,2%)      |
| Хиспаноамериканци | 5 (0,3%)      | 3 (0,2%)      |
| Укупно            | 1.466         | 1.467         |